# Asta Nilssons sällskap
Asta Nilssons sällskap är en svensk dramafilm från 2005 i regi av Marie-Louise Ekman och Gösta Ekman. Filmen hade premiär den 15 april.

## Handling
Asta Nilsson (Sven Lindberg) är gammal och har gått vilse i Stockholm. En välklädd gentleman, spelad av Gösta Ekman, hjälper henne hem.

## Rollista
- Gösta Ekman - Den välklädde mannen
- Sven Lindberg - Asta Nilsson
- Anneli Martini - Kvinnan
- Johan Wahlström - Målare

## Mottagande
Filmen snittar på 2,8/5 på sajten Kritiker.se, som sammanställer recensioner, baserat på fem recensioner.
Aftonbladet var övervägande negativ och gav betyget 2/5. Recensenten Jan-Olov Andersson avslutade recensionen med att skriva: "Första hälften är bedövande långtråkig, andra är oförutsägbar på ett skruvat sätt. Gösta Ekman är så uttrycksfull att faktiskt jag blir lite berörd, trots att jag inte alls förstår poängen med filmen i helhet."
Expressen gav betyget 3/5. Recensenten Bernt Eklund skrev "Gösta Ekmans fysiska humor har alltid haft en tragisk dimension – Papphammar hade det inte för roligt om än på ett roligt vis. Som åldrande farbror övergiven av sin kroppsliga och själsliga säkerhet snubblar han här in i en större ångest. Han gör det med samma suveräna självklarhet. En välgjord Marie-Louise Ekman-absurditet. Rolig är den inte – men underhållande."
Filmtipset utdelade betyget 2/5.
Moviezine sågade filmen och gav den betyget 1/5. Kritikern Alexander Dunerfors avslutade sin recension med att skriva: "Folk tittar otålmodigt på klockan, några lämnar salongen, och ändå är filmen bara 1.20 lång. Efteråt får publiken chans att ställa frågor till Marie-Louise och Gösta Ekman. De mest självklara: Varför spelas Asta av en man?, och Vad handlade filmen om egentligen?... följs av utdragna och flummiga svar som möts av dämpade skratt här och där. Bra filmer ska inte behöva förklaras av regissören, för att bli omtyckta eller åtminstone förstådda!".
Svenska Dagbladet var positiv i sin recension och gav betyget 5/6. Man skrev: "Vad som börjar som absurd komedi, slutar som mardröm. Kanske. För inte ens vid eftertexterna till Benny Anderssons nostalgimusik – egentligen det enda någotsånär betryggande i filmen – vet jag riktigt vad jag varit med om. Annat än att jag befunnit mig i sällskap med ett par av Sveriges främsta skådespelare, Gösta Ekman och Sven Lindberg, i något som liknar en Marie-Louise Ekmanfilm."
SVT Text gav betyget 2/5. Recensenten Ulf Andersson-Greek skrev "Gösta Ekmans blodfyllda spel seglar högt ovanför detta experiment i tv-kostym."

### Fotnoter
1. 1 2  ”Asta Nilssons sällskap”. IMDB.com. http://www.imdb.com/title/tt0455079/. Läst 28 juni 2012.
2. ↑  ”Asta Nilssons sällskap”. Kritiker.se. http://kritiker.se/film/asta-nilssons-sallskap/. Läst 29 juni 2012.
3. ↑  Andersson, Jan-Olov (15 april 2005). ”Asta Nilssons sällskap”. Aftonbladet. Arkiverad från originalet den 9 maj 2017. https://web.archive.org/web/20170509164309/http://wwwc.aftonbladet.se/puls/film/recension/0,1300,2000047459,00.html. Läst 28 juni 2012.
4. ↑  Eklund, Bernt (14 april 2005). ”Asta Nilssons sällskap”. Expressen. http://www.expressen.se/noje/recensioner/film/asta-nilssons-sallskap/. Läst 28 juni 2012.
5. ↑  ”Asta Nilssons sällskap”. Filmtipset.se. http://nyheter24.se/filmtipset/film/asta-nilssons-sallskap.html. Läst 28 juni 2012.
6. ↑  Dunerfors, Alexander. ”En mycket märklig film”. http://www.moviezine.se/film/asta-nilsson. Läst 28 juni 2012.
7. ↑  ”I gott sällskap med virrpanna”. Svenska Dagbladet. 14 april 2005. http://www.svd.se/kultur/film/i-gott-sallskap-med-virrpanna_23649.svd. Läst 28 juni 2012.
8. ↑  Andersson-Greek, Ulf (15 april 2005). ”Asta Nilssons sällskap”. SVT Text. http://www.svt.se/svt/jsp/Crosslink.jsp?d=22997&a=371562. Läst 28 juni 2012.[död länk]